# Zhisheng
Zhisheng (kinesiska: 直升) är en köping i sydvästra Kina. Den ligger i stadsdistriktet Rongchang i storstadsområdet Chongqing, omkring 91 kilometer väster om det centrala stadsdistriktet Yuzhong. Antalet invånare är 12 750. Befolkningen består av 6 265 kvinnor och 6 485 män. Barn under 15 år utgör 18,0 %, vuxna 15-64 år 68 %, och äldre över 65 år 13,0 %.